# Joyce Hatto
Joyce Hilda Hatto (5 de septiembre de 1928 - 29 de junio de 2006) fue una concertista de piano y maestra de música inglesa. En 1956 se casó con William Barrington-Coupe, un productor musical. Hatto se hizo famosa al final de su vida cuando empezó a publicar copias sin autorización de canciones de otras personas bajo su propio nombre, recibiendo la aclamación de la crítica. El fraude no fue descubierto hasta pocos meses después de su muerte.